# Michael Wall
Michael Wall, dit Mike Wall, (né le 25 juillet 1985 à Telkwa, dans la Colombie-Britannique au Canada) est un joueur professionnel de hockey sur glace évoluant au poste de gardien de but.

## Carrière
Michael Wall a été gardien de but dans la Ligue de hockey de l'Ouest pendant quatre saisons avec les Cougars de Prince George et les Silvertips d'Everett.
Non repêché dans la Ligue nationale de hockey, il signe le 29 septembre 2005 un contrat avec les Mighty Ducks d'Anaheim après avoir fait le camp d'entraînement des recrues de l'équipe. Il partage sa saison 2005-2006 avec les Pirates de Portland de la Ligue américaine de hockey et les Lynx d'Augusta en ECHL, tous deux des équipes affiliés aux Ducks.
La saison suivante, il est rappelé par l'équipe 2006-2007 des Ducks à la suite des blessures des deux gardiens de l'équipe, Jean-Sébastien Giguère et Ilia Bryzgalov. Il joue son premier match le 26 novembre 2006 contre les Flames de Calgary ; les Ducks gagnent le match 5-3 et Wall réalise 19 arrêts. Il est encore une fois rappelé par les Ducks le 5 décembre et jouera par la suite trois autres matchs. 
Le 27 février 2007, le dernier jour possible des échanges appelé trade dead line, Wall est échangé à l'Avalanche du Colorado contre Brad May. Il joua avec les Sundogs de l'Arizona dans la Ligue centrale de hockey. Il a notamment marqué un but lors d'un match contre les IceRays de Corpus Christi et a assuré une place en séries éliminatoires pour les Sundogs. Il devient le troisième gardien de l'histoire de la ligue a marqué un but.
Il joua sa dernière saison professionnelle avec les Monsters du lac Érié dans la LAH.

## Statistiques
| Saison    | Équipe                   | Ligue |    | Saison régulière | Saison régulière | Saison régulière | Saison régulière | Saison régulière | Saison régulière | Saison régulière | Saison régulière | Saison régulière | Saison régulière | Saison régulière | Saison régulière |   | Séries éliminatoires | Séries éliminatoires | Séries éliminatoires | Séries éliminatoires | Séries éliminatoires | Séries éliminatoires | Séries éliminatoires | Séries éliminatoires | Séries éliminatoires | Séries éliminatoires | Séries éliminatoires |
| Saison    | Équipe                   | Ligue | PJ | V                | D                | Pr/N             | Min              | BC               | Moy              | % Arr            | Bl               | Pun              | B                | A                | PJ               | V | D                    | Min                  | BC                   | Moy                  | % Arr                | Bl                   | Pun                  | B                    | A                    |                      |                      |
| 2001-2002 | Cougars de Prince George | LHOu  | 3  | 0                | 1                | 1                | 107              | 7                | 3,92             | -                | 0                | 0                | 0                | 0                | -                | - | -                    | -                    | -                    | -                    | -                    | -                    | -                    | -                    | -                    |                      |                      |
| 2002-2003 | Cougars de Prince George | LHOu  | 13 | 2                | 5                | 1                | 567              | 40               | 4,23             | -                | 0                | 0                | 0                | 0                | -                | - | -                    | -                    | -                    | -                    | -                    | -                    | -                    | -                    | -                    |                      |                      |
| 2003-2004 | Cougars de Prince George | LHOu  | 1  | 1                | 0                | 0                | 60               | 6                | 6                | -                | 0                | 0                | 0                | 0                | -                | - | -                    | -                    | -                    | -                    | -                    | -                    | -                    | -                    | -                    |                      |                      |
| 2003-2004 | Silvertips d'Everett     | LHOu  | 35 | 11               | 13               | 4                | 1 657            | 59               | 2,14             | -                | 2                | 0                | 0                | 0                | 3                | 1 | 0                    | 104                  | 2                    | 2,15                 | -                    | 0                    | 0                    | 0                    | 0                    |                      |                      |
| 2004-2005 | Silvertips d'Everett     | LHOu  | 56 | 24               | 21               | 8                | 3 191            | 102              | 1,92             | -                | 10               | 0                | 0                | 0                | 11               | 4 | 7                    | 697                  | 25                   | 2,15                 | -                    | 1                    | 0                    | 0                    | 0                    |                      |                      |
| 2005-2006 | Pirates de Portland      | LAH   | 11 | 5                | 5                | 0                | 603              | 34               | 3,38             | -                | 1                | 0                | 0                | 0                | -                | - | -                    | -                    | -                    | -                    | -                    | -                    | -                    | -                    | -                    |                      |                      |
| 2005-2006 | Lynx d'Augusta           | ECHL  | 21 | 8                | 11               | 1                | 1 103            | 70               | 3,81             | -                | 1                | 0                | 1                | 4                | -                | - | -                    | -                    | -                    | -                    | -                    | -                    | -                    | -                    | -                    |                      |                      |
| 2006-2007 | Pirates de Portland      | LAH   | 19 | 10               | 6                | 1                | 1 014            | 53               | 3,13             | -                | 0                | 0                | 0                | 1                | -                | - | -                    | -                    | -                    | -                    | -                    | -                    | -                    | -                    | -                    |                      |                      |
| 2006-2007 | Mighty Ducks d'Anaheim   | LNH   | 4  | 2                | 2                | 0                | 202              | 10               | 2,97             | 87,7             | 0                | 0                | 0                | 1                | -                | - | -                    | -                    | -                    | -                    | -                    | -                    | -                    | -                    | -                    |                      |                      |
| 2006-2007 | Sundogs de l'Arizona     | LCH   | 9  | 6                | 3                | 0                | 544              | 20               | 2,2              | -                | 1                | 4                | 1                | 0                | 14               | 7 | 7                    | 795                  | 38                   | 2,87                 | -                    | 2                    | 4                    | 0                    | 0                    |                      |                      |
| 2007-2008 | Monsters du lac Érié     | LAH   | 33 | 12               | 16               | 4                | 1 946            | 103              | 3,18             | -                | 1                | 2                | 0                | 1                | -                | - | -                    | -                    | -                    | -                    | -                    | -                    | -                    | -                    | -                    |                      |                      |